# Beiguan (musique)
 (août 2024).
La mise en forme du texte ne suit pas les recommandations de Wikipédia : il faut le « wikifier ».
Les points d'amélioration suivants sont les cas les plus fréquents :
- Les titres sont pré-formatés par le logiciel. Ils ne sont ni en capitales, ni en gras.
- Le texte ne doit pas être écrit en capitales (les noms de famille non plus), ni en gras, ni en italique, ni en « petit »…
- Le gras n'est utilisé que pour surligner le titre de l'article dans l'introduction, une seule fois.
- L'italique est rarement utilisé : mots en langue étrangère, titres d'œuvres, noms de bateaux, etc.
- Les citations ne sont pas en italique mais en corps de texte normal. Elles sont entourées par des guillemets français : « et ».
- Les listes à puces sont à éviter, des paragraphes rédigés étant largement préférés. Les tableaux sont à réserver à la présentation de données structurées (résultats, etc.).
- Les appels de note de bas de page (petits chiffres en exposant, introduits par l'outil «  Source ») sont à placer entre la fin de phrase et le point final[comme ça].
- Les liens internes (vers d'autres articles de Wikipédia) sont à choisir avec parcimonie. Créez des liens vers des articles approfondissant le sujet. Les termes génériques sans rapport avec le sujet sont à éviter, ainsi que les répétitions de liens vers un même terme.
- Les liens externes sont à placer uniquement dans une section « Liens externes », à la fin de l'article. Ces liens sont à choisir avec parcimonie suivant les règles définies. Si un lien sert de source à l'article, son insertion dans le texte est à faire par les notes de bas de page.
- La présentation des références doit suivre les conventions bibliographiques. Il est recommandé d'utiliser les modèles {{Ouvrage}}, {{Chapitre}}, {{Article}}, {{Lien web}} et/ou {{Bibliographie}}. Le mode d'édition visuel peut mettre en forme automatiquement les références.
- Insérer une infobox (cadre d'informations à droite) n'est pas obligatoire pour parachever la mise en page.

Pour une aide détaillée, merci de consulter Aide:Wikification.
Si vous pensez que ces points ont été résolus, vous pouvez retirer ce bandeau et améliorer la mise en forme d'un autre article.

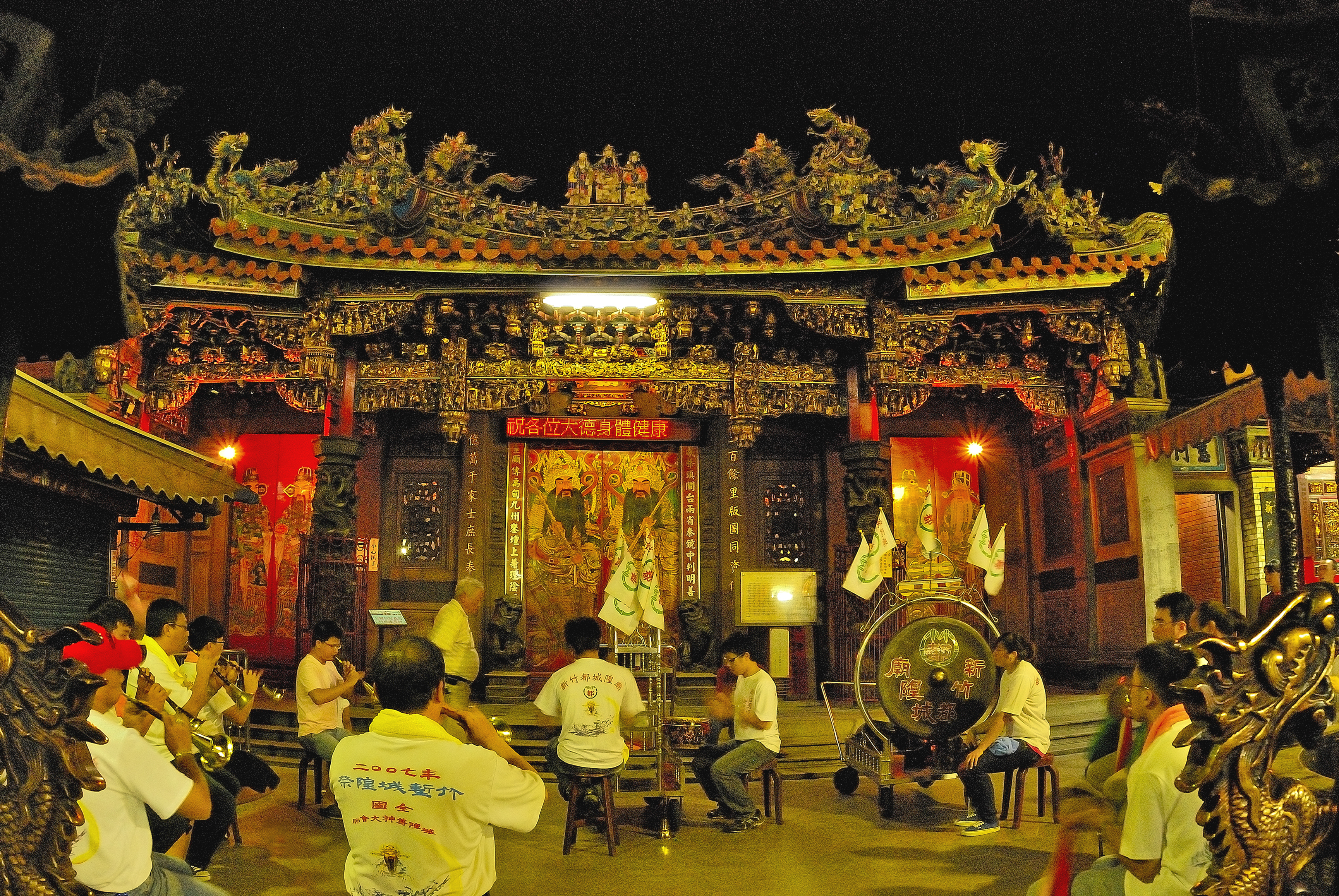
Evènement musical à Taïwan en 2010.

Le Beiguan (北管), littéralement traduit par « musique du nord », est un style musical traditionnel chinois profondément enraciné dans les communautés du Fujian, à Taiwan, et d'autres régions du sud-est de la Chine. Le Beiguan trouve ses racines dans les traditions musicales de la Chine du Nord et a évolué au fil des siècles pour intégrer des éléments culturels locaux. Aujourd'hui, il joue un rôle important dans les cérémonies religieuses, les opéras, et les festivals populaires, offrant un aperçu fascinant de la culture et de l'histoire de ces régions.

## Histoire du Beiguan
L'origine du Beiguan remonte à la dynastie Ming (1368-1644), lorsque les migrants du nord de la Chine se sont installés dans les régions du sud, emportant avec eux leur culture musicale. Au fil du temps, cette musique a été influencée par les traditions locales du sud, créant un style unique. Le Beiguan a été particulièrement préservé et développé à Taiwan, où il est devenu une part essentielle du patrimoine culturel local.

## Étymologie
Le terme "Beiguan" est composé de deux caractères chinois : "Bei" (北) signifiant "nord", et "Guan" (管), qui fait référence aux instruments à vent, bien que le terme puisse aussi désigner la musique en général. Ensemble, le nom indique que ce style musical provient du nord de la Chine et met un accent particulier sur les instruments à vent, même si la musique inclut également des percussions et des instruments à cordes.

## Techniques et Caractéristiques Musicales
Le Beiguan se distingue par ses performances orchestrales puissantes, composées principalement d'instruments à vent comme le suona (un hautbois chinois) et des percussions, dont les tambours et les cymbales. Ces performances sont souvent très rythmées, avec des passages en staccato qui soulignent la nature vibrante et énergique de cette musique. La musique Beiguan est traditionnellement jouée en extérieur, lors de processions, de festivals, et d'autres événements publics, créant une ambiance festive.

## Origines et Influence Culturelle
Bien que le Beiguan soit associé à la culture du sud-est de la Chine, il puise son inspiration dans les traditions musicales du nord. À Taiwan, il est particulièrement lié aux communautés Han, qui ont adapté et transformé cette musique pour refléter les dynamiques sociales et religieuses locales. Le Beiguan est fréquemment joué lors des cérémonies religieuses taoïstes et des célébrations locales, ce qui en fait un élément central du patrimoine immatériel de Taiwan.

## Évolution et Dates Clés
Le Beiguan a évolué de manière significative depuis son introduction dans le sud de la Chine. Au 17ème siècle, avec l'arrivée de nombreux migrants chinois dans la région du Fujian et à Taiwan, la musique Beiguan a commencé à s'intégrer dans les pratiques culturelles locales. Le 19ème siècle a vu un essor de cette tradition musicale, notamment à Taiwan, où elle est devenue un pilier des cérémonies religieuses et des performances théâtrales. 

### Lecture complémentaire
Pour une étude approfondie sur le Beiguan, vous pouvez consulter les sources suivantes :
- Jones, Stephen. _Folk Music of China: Living Instrumental Traditions_. Clarendon Press, 1995.

- Rao, Nancy Yunhwa. _Chinese Opera in North America_. University of Illinois Press, 2000.

- Chen, Chi-Ming. "Beiguan Music in Taiwan: Tradition and Innovation." _Asian Music_, vol. 34, no. 1, 2002, pp. 53-74.